# Mathematical Reviews
Mathematical Reviews es una revista científica y una base de datos en línea publicada por la American Mathematical Society (AMS) que contiene resúmenes (y ocasionalmente evaluaciones) de muchos artículos de matemáticas, estadística y ciencia computacional teórica.

## Historia
Fue fundada por Otto E. Neugebauer en 1940 como una alternativa a la revista alemana Zentralblatt für Mathematik. Su objetivo fue hacer revisiones de cada publicación de investigación matemática. A la fecha de noviembre de 2007, la base de datos de Mathematical Reviews contenía información de más de 2.2 millones de artículos. Los autores de revisiones son voluntarios, usualmente elegidos por los editores por alguna experticia en el área del artículo comprendido. Usualmente las revisiones contienen sumarios detallados del contenido del artículo, a veces con comentarios críticos hechos por los revisores, y con referencias a trabajo relacionado.
En 1980, todo el contenido de la Mathematical Reviews desde 1940 fue integrado en una base de datos de búsqueda electrónica. Los contenidos terminaron por hacerse parte del MathSciNet.

## Cociente de citas matemáticas
Mathematical Reviews calcula un cociente matemático de citas ( MCQ ) para cada revista. Al igual que el factor de impacto y otras tasas de citas similares , se trata de una estadística numérica que mide la frecuencia de citas de una revista. El MCQ se calcula contando el número total de citas de la revista indexadas por Mathematical Reviews durante un período de cinco años y dividiendo este total entre el número total de artículos publicados por la revista durante ese período.7
Durante el período 2012-2014, las cinco revistas principales en Mathematical Reviews por MCQ fueron:
- Acta Numérica — Preguntas de opción múltiple 8.14
- Publicaciones Mathématiques de l'IHÉS — MCQ 5.06
- Revista de la Sociedad Americana de Matemáticas — Preguntas de opción múltiple 4.79
- Anales de Matemáticas — Preguntas de opción múltiple 4.60
- Foro de Matemáticas, Pi — Preguntas de opción múltiple 4.54

La "Prueba de Opción Múltiple para Todas las Revistas" se calcula considerando todas las revistas indexadas por Mathematical Reviews como una única metarevista, lo que permite determinar si una revista en particular tiene una puntuación de Opción Múltiple superior o inferior al promedio. La puntuación de Opción Múltiple para Todas las Revistas de 2018 es de 0,41.